# Nicolas Schmit
Nicolas Schmit (10 de diciembre de 1953-Differdange, Luxemburgo) es un político y economista, miembro del Partido Socialista Obrero Luxemburgués (PSOL) y del Partido de los Socialistas Europeos (PSE).
Entre diciembre del 2013 hasta diciembre del 2018, fue Ministro de Trabajo, Empleo y Solidaridad en el gobierno dirigido por Xavier Bettel. El 1 de diciembre de 2019, fue nombrado comisario europeo de empleo y derechos sociales en la Comisión dirigida por Ursula von der Leyen.

## Biografía

### Estudios
Después de realizar los estudios secundarios en Esch-sur-Alzette, Nicolas Schmit realizó sus estudios superiores en el Instituto de estudios políticos de Aix-en-Provence, donde se graduó. Obtuvo una maestría en letras en 1977 y un DEA de relaciones internacionales en 1978, al igual que un doctorado en ciencias económicas en la Facultad de Derecho y Economía de Aix-Marsella en 1982.

### Carrera profesional
Entre 1978 a 1979, trabajó como investigador en relaciones internacionales económicas en la Universidad de Aix-Marsella III .
De 1979 a 1983 fue agregado en el Ministerio de Estado, antes de ser secretario legislativo del Ministerio de Relaciones Exteriores. 
En 1984, se convirtió en el jefe de gabinete de Jacques Poos.
En 1989 se convirtió en secretario del PSOL en la cámara de diputados y en 1990 hasta 1992 se convirtió en Consejero de la Representación Permanente de Luxemburgo ante la Unión Europea, en Bruselas. Participa en el trabajo de la Conferencia Intergubernamental que conduce al Tratado de Maastricht.
En 1991 fue miembro del Consejo de Estado de Luxemburgo hasta su renuncia el 30 de julio de 2004.
De 1992 a 1998, dirigió el Departamento de Relaciones Económicas Internacionales y Cooperación del Ministerio de Relaciones Exteriores de Luxemburgo.
Del 2000 al 2001, también fue el representante personal del primer ministro de Luxemburgo en la Conferencia Intergubernamental que preparó el Tratado de Niza. De 2002 a 2003, representó al gobierno luxemburgués como miembro suplente en las reuniones de la Convención Europea sobre el Futuro de Europa.

### Carrera política
Después de las elecciones legislativas del 13 de junio de 2004 , Nicolas Schmit ingresó al gobierno como Delegado de Asuntos Exteriores e Inmigración el 31 de julio.
Durante la renovación del gobierno de coalición entre el Partido Popular Social Cristiano (CSV) y el Partido Socialista Obrero Luxemburgués (PSOL) resultante tras las elecciones legislativas del 7 de junio de 2009, Nicolas Schmit fue nombrado Ministro de Trabajo, Empleo e Inmigración el 23 de julio de 2009.
Después de las elecciones legislativas del 20 de octubre de 2013 fue elegido diputado de la cámara de diputados , pero rechazó su mandato para volver a ser, el 4 de diciembre de 2013, Ministro de Trabajo, Empleo y Solidaridad del Gobierno de coalición "Bettel-Schneider". En las elecciones del 14 de octubre de 2018, fue reelegido como diputado, pero nuevamente renunció al puesto para convertirse en Comisionado de Luxemburgo en la nueva Comisión Europea en 2019.

#### Unión Europea
En junio de 2019, se postuló por el PSE para las elecciones europeas, y fue elegido como uno de los seis eurodiputados de Luxemburgo al Parlamento Europeo.
El 1 de diciembre de 2019, fue nombrado comisario europeo de empleo y derechos sociales en la comisión dirigida por Ursula von der Leyen.

## Condecoraciones
- Comandante de la Orden del Mérito del Gran Ducado de Luxemburgo (2002)[5]